# Imigracja

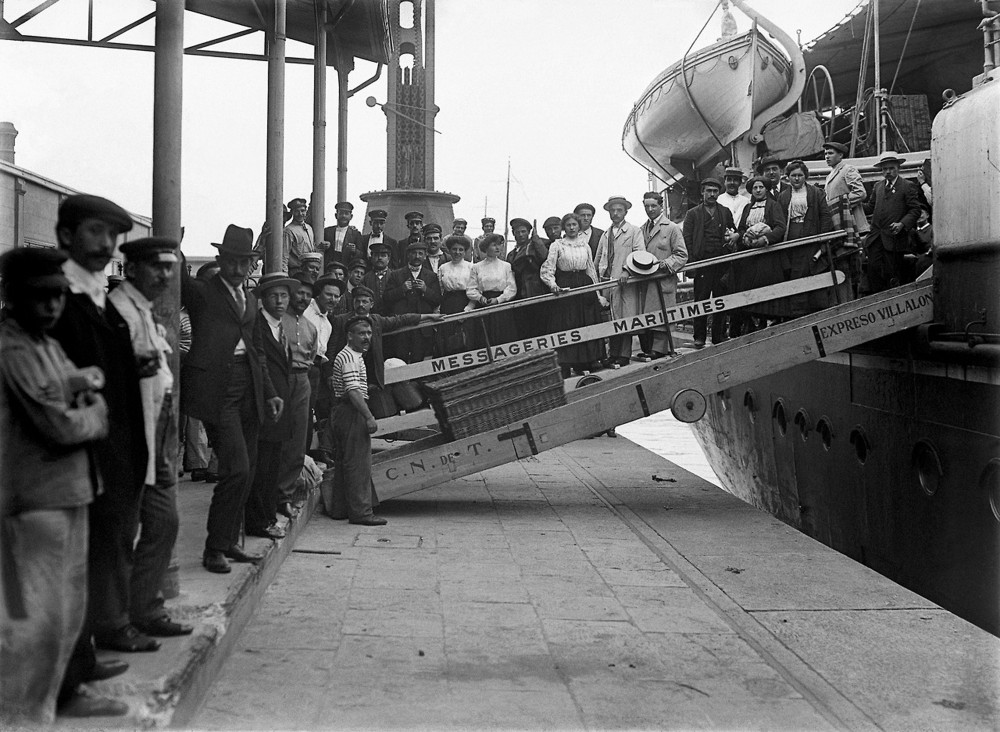
Imigranci europejscy przybywający do Argentyny

Imigracja (łac. immigrare – wprowadzić się) – przyjazd z zagranicy na pobyt czasowy lub w celu zamieszkania na stałe.
Imigracja jest przeciwieństwem emigracji. Jej przyczyny mogą być polityczne, religijne, gospodarcze lub prywatne.
W ramach imigracji występuje też reemigracja (migracja powrotna) oraz repatriacja, czyli migracja powrotna organizowana i wspierana przez instytucje państwowe.

## Społeczeństwo a imigranci
Pracownicy Uniwersytetu Harvarda przeprowadzili badania wśród 22,5 tys. respondentów – rodowitych Szwedów, Brytyjczyków, Francuzów, Włochów, Niemców i Amerykanów. Okazało się, że znaczna część debaty politycznej na temat imigracji rozgrywa się w świecie dezinformacji. Stosunek respondentów do imigrantów opiera się na powszechnej nieumiejętności odróżniania prawdy od fałszu. Badani respondenci byli przekonani, że w ich kraju znajduje się średnio 2-3 razy więcej imigrantów niż jest ich w rzeczywistości. Na przykład Amerykanie uważają, że legalni imigranci stanowią 36% populacji, kiedy w rzeczywistości ich odsetek wynosi 10%. Również we Francji, Włoszech, Niemczech i Wielkiej Brytanii pojawiły się znaczne niezgodności. Rzeczywisty odsetek imigrantów w tych krajach waha się w granicach 10–15%, natomiast średnie szacunki respondentów wynosiły około 30%. Przepytywani byli również w błędzie jeżeli chodzi o kraj pochodzenia większości imigrantów, ich religię oraz wkład w gospodarkę. Przykładowo rodowici Amerykanie uważali, że muzułmanie stanowią 23% populacji imigrantów, zaś chrześcijanie – 40%. Według realnych danych 61% imigrantów w USA to chrześcijanie, a 10% – muzułmanie. Zdaniem uczestników badania z Wielkiej Brytanii 30% imigrantów to chrześcijanie, przy czym w rzeczywistości jest ich 58%.
Według szacunków OECD we Włoszech, uwzględniając emerytury, przeciętny imigrant otrzymuje od państwa o 70% mniej transferów socjalnych niż przeciętny rodowity obywatel Włoch. W Stanach Zjednoczonych natomiast przeciętny imigrant otrzymuje o 35% mniej świadczeń. W tymże państwie – według badań The Hamilton Project – podatki płacone przez wszystkich imigrantów, a także ich dzieci, przekraczają koszty otrzymywanych przez nich usług.